# Przemęt
Przemęt ([ˈpʃɛmɛnt], deutsch Priment, älter auch Priemen) ist eine Gemeinde im Powiat Wolsztyński (Kreis Wollstein) in der polnischen Wojewodschaft Großpolen.

## Geographische Lage
Die Ortschaft liegt  am Primenter See, 16 Kilometer  westlich der Stadt Śmigiel (Schmiegel).

## Geschichte

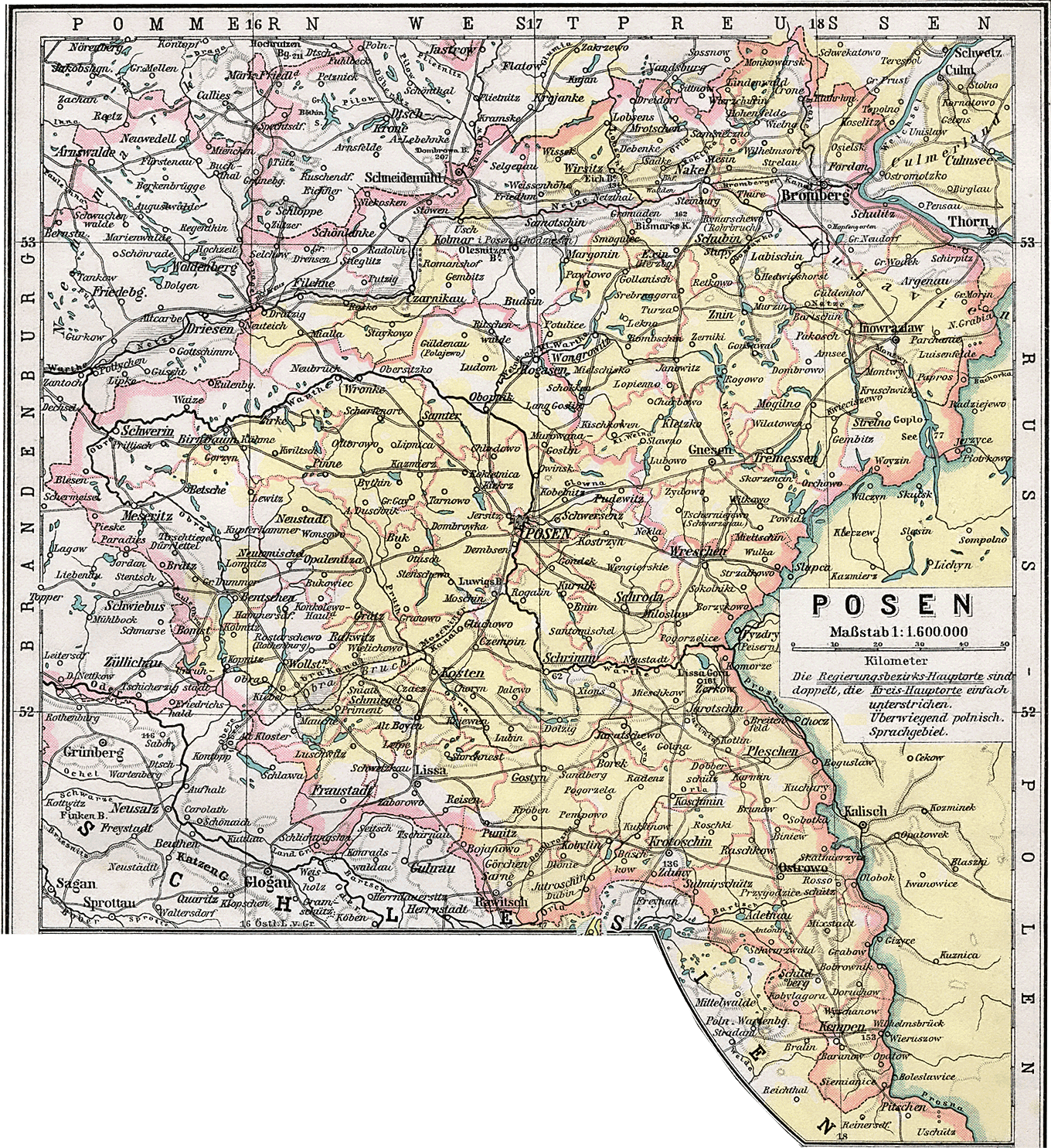
Priment südwestlich der Stadt Posen und nördlich der Stadt Fraustadt auf einer Landkarte der Provinz Posen von 1905 (gelb markierte Flächen kennzeichnen Gebiete mit seinerzeit mehrheitlich polnischsprachiger Bevölkerung).

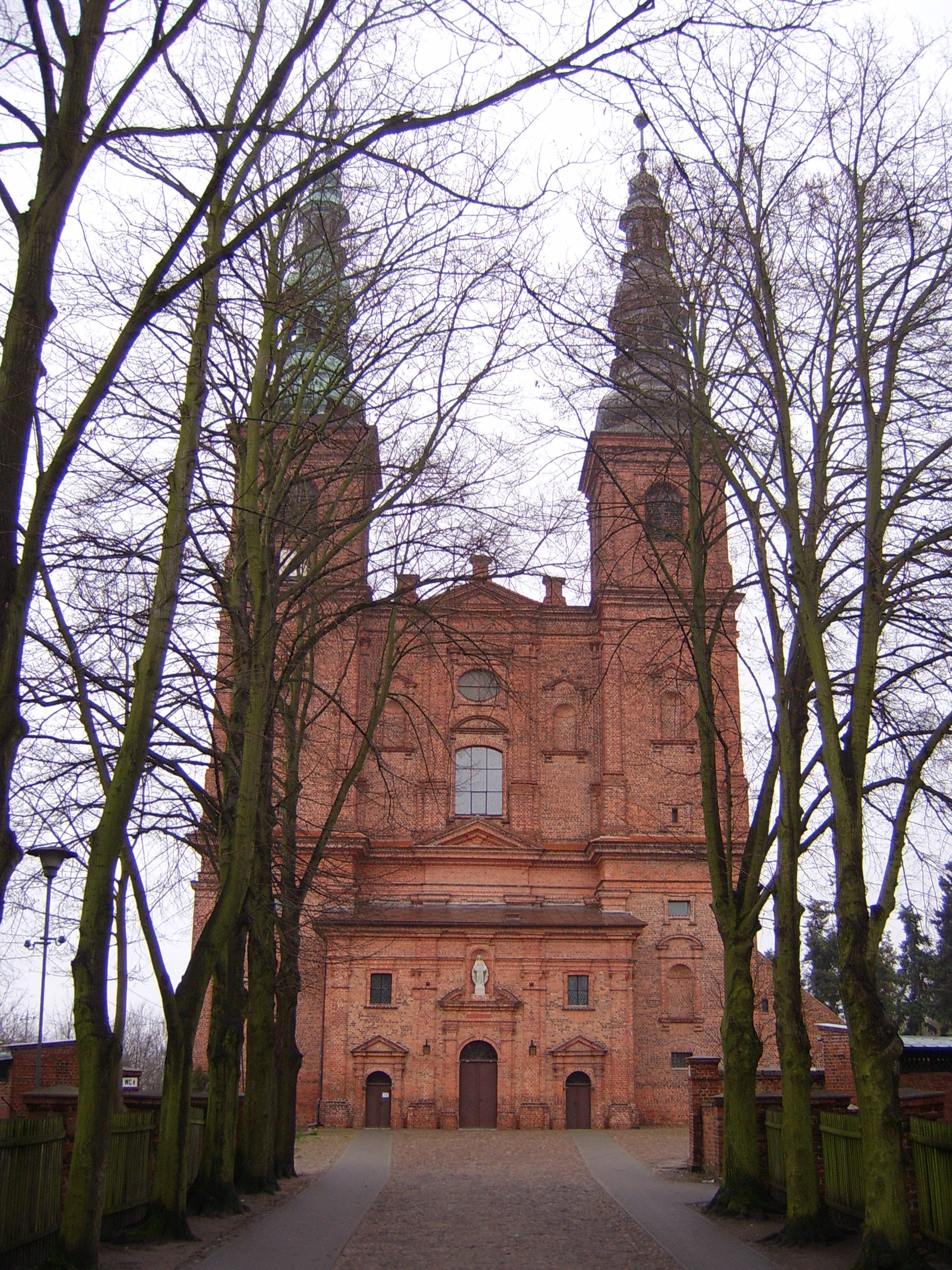
Pfarrkirche St. Johannes der Täufer

Priment ist vermutlich schon seit dem 8. Jahrhundert besiedelt gewesen. Um 1070 entstand hier ein Burgbezirk mit dem Sitz eines Kastellans; die Burg befand sich im Besitz der schlesischen Herzöge. 1241, bei einem Aufstand und Abfall der Polen, wurde Herzog Boleslaw II. die Burg entrissen. Zu dem Zeitpunkt befand sich bei dem Ort bereits ein Zisterzienserkloster. Es entstand eine Stadt, die Magdeburger Stadtrecht erhielt und unmittelbar war, bis der König sie verpfändete.  Neben der Stadt entstand eine Vorstadt.
Mit der endgültigen Festigung der schlesisch-großpolnischen Grenze (1343) verlor die Burg an Bedeutung. König Władysław II. Jagiełło schenkte deshalb am  3. Juli 1408  zu Kosten die zuvor durch einen Brand verwüstete Stadt samt Vorstadt und einigen Dörfern dem Zisterzienserkloster Mariensee (Lacus Mariae) in Fehlen (polnisch Wieleń Zaobrzański), damit dieses den Besitz vom Pfandinhaber ablösen konnte. Seit 1418 befindet sich das Kloster in Priment (Kloster Przemęt).
Im Schwedisch-Polnischen Krieg (1656) erstürmte der brandenburgische Feldherr Andreas Derfflinger die Burg, die Umgebung wurde geplündert. Infolge der Zweiten Teilung Polens wurde Priment Teil des preußischen Staates. Da die Stadt gerade mal 300 Einwohner zählte, wurde ihr zum 1. Juni 1797 das Stadtrecht entzogen. Das Kloster wurde säkularisiert und infolgedessen 1834 aufgelöst.
Nach dem Ersten Weltkrieg musste Priment, das zuvor zum deutschen Landkreis Bomst gehört hatte, aufgrund der Bestimmungen des Versailler Vertrags 1919 an die Zweite Polnische Republik abgetreten werden.  1928 wurde in Przemęt die Verwaltung einer Großgemeinde (gmina) eingerichtet.
1939 wurde die Region beim Überfall auf Polen von der deutschen Wehrmacht besetzt. Anschließend wurde der Kreis Bomst vom Deutschen Reich völkerrechtswidrig annektiert. Gegen Ende des Zweiten Weltkriegs wurde die Region im Frühjahr 1945 von der Roten Armee besetzt. Die deutschen Bewohner wurden in der Folgezeit von der örtlichen polnischen Verwaltungsbehörde vertrieben.
Heute ist die Gemeinde Przemęt Bestandteil des Naturparks des Primenter Zisterzienserlandes und des Powiat Wolsztyński.

### Einwohnerzahlen
- 1797: 300
- 1800: 252 (ohne die zwanzig Insassen des Klosters)[3]
- 1885: 711[4]

## Sehenswürdigkeiten
- Ehemalige Klosterkirche St. Johannes der Täufer, mit imposanter barocker Zweiturmfassade, wurde 1651–1690 errichtet und 1758/59 nach einem Brand von 1742 wiederaufgebaut.
- St.-Peter-und-Paulskirche, im 17. Jahrhundert barockisierter gotischer Bau.

## Gmina
Die Stadt- und Landgemeinde Przemęt umfasst folgende Ortschaften:
| Name                 | deutscher Name (1815–1919) | deutscher Name (1939–45)                  |
| -------------------- | -------------------------- | ----------------------------------------- |
| Bambry               | Kolonie Starkowo           | ?                                         |
| Barchlin             | Barchlin                   | Bullenberg                                |
| Biskupice            | Biskupice                  | 1939–43 Bischoftal 1943–45 Bischofstal    |
| Błotnica             | Blotnik                    | 1939–43 Niedermühleneck 1943–45 Blottmühl |
| Borek                | Borek Hauland              | Wäldchen                                  |
| Boszkowo             | Boszkowo                   | Boschenau                                 |
| Bucz                 | Bucz                       | 1939–43 Buch 1943–45 Butz                 |
| Bucz Nowy            | Neu Bucz                   | 1939–43 Neu Buch 1943–45 Neubutz          |
| Charbielin           | Harbelyn                   | Harbelin                                  |
| Dębina               | Vorwerk Dembina            | Eiche                                     |
| Górsko               | Gursko                     | Bergdorf                                  |
| Kaszczor             | Altkloster                 | Altkloster                                |
| Kluczewo             | Kluczewo                   | Schließen                                 |
| Leśniczówka Jaworów  | Heiligensee                | Heiligensee                               |
| Leśniczówka Przemęt  | Josephstal                 | Josephstal                                |
| Mochy                | Mauche                     | 1939–43 Deutschendorf 1943–45 Mauche      |
| Nowa Wieś            | Neudorf                    | Mühlenneudorf                             |
| Olejnica             | Ölpoche                    | Ölpoche                                   |
| Osłonin              | Schleunchen                | Schleunchen                               |
| Perkowo              | Perkowo                    | 1939–43 Teichmoor 1943–45 Neupriment      |
| Popowo Stare         | Deutsch Poppen             | Deutsch Poppen                            |
| Poświętno            | Poswientno                 | Niederdorf                                |
| Przemęt              | Priment                    | Priment                                   |
| Przemęt-Przedmieście | Primentdorf                | Weißberg                                  |
| Radomierz            | Radomierz                  | Maiglöckchendorf                          |
| Sączkowo             | Sonczkowo                  | Sonnenhofen                               |
| Siekówko             | Siekowko                   | ?                                         |
| Siekowo              | Siekowo                    | Fließen                                   |
| Sokołowice           | Suckel                     | Suckel                                    |
| Solec                | Silz                       | Silz                                      |
| Solec Nowy           | Silz Hauland               | Silz Hauland                              |
| Starkowo             | Starkowo                   | Obermühleneck                             |
| Wieleń Zaobrzański   | Fehlen                     | Fehlen                                    |
| Wincentowo           | Vincenthorst               | Vincenthorst                              |
| Zaborowo             | Zaborowo                   | Unterwalden                               |

## Partnergemeinden
Die Gemeinde Bestensee, Brandenburg ist seit dem Jahr 2002 Partnergemeinde von Przemęt.